# Teodoro Capriles
Teodoro Capriles Brandy (* 22. Juni 1907 in Caracas; † 27. Januar 1982 ebenda) war ein venezolanischer Radrennfahrer.

## Sportliche Laufbahn
Capriles war im Straßenradsport und im Bahnradsport aktiv. Im Mai 1936 gründete er zusammen mit anderen Radrennfahrern den venezolanischen Radsportverband „Federación Venezolana de Ciclismo“. Im August 1936 reiste er nach Deutschland, um an den Olympischen Sommerspielen 1936 in Berlin teilzunehmen. Da er keine offizielle Nominierung hatte, konnte er dort nicht starten. 1938 siegte er im Straßenrennen der Männer bei den Zentralamerika- und Karibikspielen, das zum ersten Mal ausgetragen wurde. Auch im Mannschaftszeitfahren gewann er eine Goldmedaille. Im Zeitfahren wurde er Zweiter, im Sprint Dritter.
1946 gewann er mit 40 Jahren erneut eine Goldmedaille. Capriles stellte mehrfach nationale Rekorde im Radsport und im Schwimmen auf. Bei den I. Bolivarischen Spielen in Bogotá gewann er fünf Wettbewerbe auf der Straße und auf der Bahn. Er siegte im Sprint, im 1.000-Meter-Zeitfahren, in der Einerverfolgung, in der Mannschaftsverfolgung mit seinen Begleitern Carlos de La Madriz, Pedro Aladé und Pedro González sowie im Mannschaftszeitfahren. 1938 und 1941 belegte er den 3. Platz bei den südamerikanischen Radsportmeisterschaften in Chile.
Die erste in Caracas gebaute Radrennbahn trug seinen Namen. Erfolge hatte er auch im Schwimmsport. Capriles war Mitbegründer des nationalen Schwimmverbandes. Später wurde Capriles auch als Maler und Sänger (Tenor) bekannt. Er veröffentlichte mehrere Schallplatten mit klassischer Musik. Als Maler schuf er mehr als 300 Gemälde.